# Vytautas Miskinis
Vytautas Miškinis (1954) è un direttore di coro e compositore lituano.

## Biografia

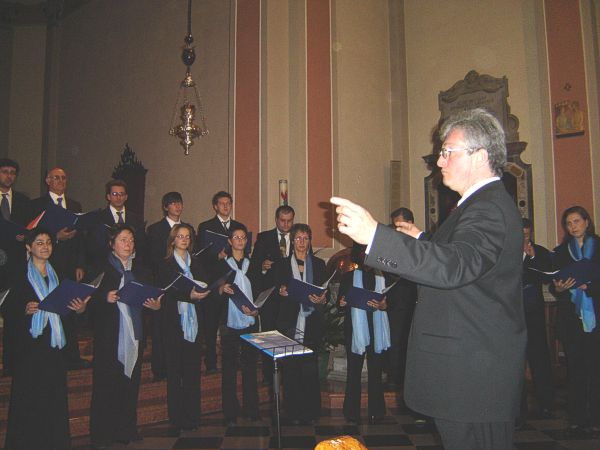
Vytautas Miškinis alla direzione del coro polifonico "R.Portelli"

Nella sua prestigiosa carriera di direttore di coro ha diretto numerose formazioni vocali polifoniche e attualmente è docente di direzione corale all'accademia musicale lituana, presidente dell'Unione dei cori lituani e direttore artistico del prestigioso All-Lithuanian Choir Festival.
Dopo la laurea in direzione di coro nel 1976 ha diretto l'Azuoliukas Boys' and Men Choir il Kaunas State Choir and Vocal Ensemble Museum Musicum, cori con cui ha vinto i più prestigiosi concorsi corali internazionali.
Come compositore ha composto altre 100 mottetti per coro a cappella, tredici messe, un magnificat e circa 300 canzoni di genere profano vincendo praticamente tutti i più prestigiosi concorsi di composizione corale del mondo ed è per questo considerato uno dei massimi esponenti viventi di questo settore avendo pubblicato la sua musica in tutti i paesi d'Europa e negli Stati Uniti.
Attualmente unita all'attività di compositore Miškinis persegue un importante lavoro di divulgazione del canto corale partecipando a convegni e seminari e collaborando con numerose associazioni corali, in Italia recentemente ha effettuato un'importante seminario sul canto corale collaborando con il coro polifonico corale Renato Portelli di Mariano del Friuli. Nel Novembre 2007 è stato invitato dalla Associazione Cori della Toscana quale docente al prestigioso corso "le Voci del Novecento".
È membro di giuria a concorsi corali e di composizione.